# Olsen Brothers
Pour les articles homonymes, voir Olsen.
Olsen Brothers est un groupe de pop rock danois. Il est composé de deux frères Jørgen (né le 15 mars 1950) et Noller (Niels, né le 13 avril 1954) Olsen. Ils fondent leur premier groupe, The Kids, en 1965. Ils font la première partie de The Kinks au K.B. Hallen en 1965 et sortent leur premier 45 tours en 1967. 

## Biographie
Jørgen et Niels Olsen participent à la comédie musicale Hair au Cirkusbygningen à Copenhague en mars 1971 et partent ensuite en tournée au Danemark, en Norvège et en Suède.
Leur premier album sort en 1972. Jusqu’à présent ils ont enregistré 12 albums et les titres Angelina (1972), Julie (1977), San Francisco (1978), Dans Dans Dans (1979), Marie, Marie (1982) et Neon Madonna (1985) comptent parmi leurs plus grands succès.
En 2000, ils remportent le Dansk Melodi Grand Prix en 2000 et représentent le Danemark au Concours Eurovision de la chanson 2000 à Stockholm, qu’ils remportent largement avec Fly on the Wings of Love dont la version danoise est Smuk som et Stjerneskud (qui se traduit par « Belle comme une étoile filante »). Ils vendent 100 000 exemplaires de ce titre en un jour au Danemark.
Ils font l’ouverture du Concours Eurovision de la chanson à Copenhague en 2001 en reprenant brièvement Fly on the Wings of Love et en chantant leur nouveau titre Walk Right Back.
En 2005 ils participent à nouveau aux présélections danoises mais terminent deuxièmes derrière Jakob Sveistrup.

## Discographie
- Olsen (1972)
- For What We Are (1973)
- For the Children of the World (1973)
- Back on the Tracks (1976)
- You're the One (1977)
- San Francisco (1978)
- Dans - Dans - Dans (1979)
- Rockstalgi (1987)
- Det Stille Ocean (1990)
- Greatest and Latest (1994)
- Angelina (1999)
- Fly on the Wings of Love (2000)
- Neon Madonna (2001)
- Walk Right Back (2001)
- Songs (2002)
- Weil Nur Die Liebe Zählt (2003)
- More Songs (2003)
- Our New Songs (2005)
- Respect (2007)
- Brothers to Brothers (2013)